# Paranemastoma armatum
Espèce
Synonymes
- Nemastoma armatum Kulczyński, 1909

Paranemastoma armatum est une espèce d'opilions dyspnois de la famille des Nemastomatidae.

## Distribution
Cette espèce se rencontre en Bosnie-Herzégovine et en Macédoine du Nord,.

## Description
La femelle holotype mesure 4,4 mm.

## Systématique et taxinomie
Cette espèce a été décrite sous le protonyme Nemastoma armatum par Kulczyński en 1909. Elle est considérée comme une sous-espèce de Nemastoma quadripunctatum par Roewer en 1914. Elle est élevée au rang d'espèce et placée dans le genre Paranemastoma par Novak en 2005.

## Publication originale
- Kulczyński, 1909 : « Fragmenta Arachnologica. VII. » Bulletin International de l'Académie des Sciences de Cracovie, Classe des Sciences Mathématiques et Naturelles, vol. 1909, p. 427-472 (texte intégral).